# Чхубианишвили, Захарий Николаевич
Чхубианишвили Захарий Николаевич (груз. ზაქარია ნიკოლოზის ძე ჩხუბიანიშვილი; 1903 — 1980) — советский партийный деятель.

## Биография
Родился в селе Руиспири Телавского района. В 1923 году вступил в комсомол, с 1928 года член ВКП (б). С 1937 до марта 1940 года занимал пост народного комиссара лесной промышленности Грузинской ССР. В 1940—1941 годах был секретарем Сигнахского райкома Компартии Грузии.
С 1 апреля 1941 до 1943 года — секретарь ЦК КП(б) Грузии по промышленности. С 1943 до апреля 1946 года занимал различные должности: заведующего промышленного отдела ЦК КП(б) Грузии, 2-го секретаря тбилисского горкома партии.
С 8 апреля 1945 до 14 апреля 1953 года — член Бюро ЦК КП Грузии.
В 1946—1952 годах возглавлял Совет Министров Грузинской ССР. Затем, в 1952-1953 годах — председатель Президиума Верховного Совета Грузии.
С 1953 до 1970 года на различных должностях: министра лесной и бумажной промышленности, министра лесной промышленности, начальника Управления лесной и бумажной промышленности Совета народного хозяйства Грузинской ССР, директора Тбилисского научно-исследовательского института лесной промышленности.

## Награды
- орден Ленина
- орден Трудового Красного Знамени (24.02.1941)[1]
- медали